# Albert Finney
Albert Finney (Salford, Lancashire, 9 de mayo de 1936-Londres, 8 de febrero de 2019) fue un actor británico de larga trayectoria filmográfica, nominado cinco veces al Premio Óscar y ganador de múltiples premios: tres Globos de Oro, dos BAFTA, Oso de Plata del Festival de Berlín y Copa Volpi de Venecia.

## Biografía
Albert Finney nació el 9 de mayo de 1936 en Salford, Lancashire, fruto del matrimonio entre un corredor de apuestas y un ama de casa, cuyo nivel adquisitivo le impidió formarse en un college o en alguna universidad. En cambio pronto se decantó por el mundo de la interpretación, estudiando en la Saldford Grammar School y la Royal Academy Dramatic Arts.
Finalizado su proceso de aprendizaje, ingresó en 1955 en la Birmingham Reportory Company. Tres años después, dirigido por Charles Laughton, actuó en el West End londinense en la obra The Party. Acto seguido entró a formar parte del elenco de la Royal Shakespeare Company, con la cual representó obras como Macbeth, Otelo, El rey Lear o Julio César. Por esas fechas tuvo un hijo con su mujer, Jane Wenham, de la que se divorciaría en el año en el que se produjo su debut en el cine.
Tras un pequeño papel en El animador, el principio de su colaboración con Tony Richardson, en Sábado noche, domingo mañana logró una gran oportunidad. Su Arthur Seaton, rebelde e impulsivo, le convirtió en palabras de críticos como Juan Tejero en el «héroe de la clase obrera», en el prototipo masculino viril y rudo cuyas facciones se suavizaban relativamente con sus ojos azules. Junto con Tom Courtenay, Alan Bates y David Hemmings se convertía de esta manera en una de las cabezas visibles del Free Cinema, en uno de los actores dispuestos a tambalear las instituciones junto con sus homólogas femeninas, entre ellas Vanessa Redgrave.
Con solo 24 años, Albert Finney fue llamado para hacer una audición para el papel de T. E. Lawrence en la producción de David Lean, Lawrence de Arabia. Después de pasar la audición, que duró 4 días, con mucho éxito, el productor Sam Spiegel le propone además del rol principal un contrato de exclusividad por varios años muy bien remunerado. Albert Finney no acepta pues no le interesa comprometerse por un largo periodo. Finalmente el rol será interpretado por Peter O'Toole un año más tarde.
El incidente no pasó de ligero contratiempo en su ascenso: Tony Richardson se acordó de él para Tom Jones, en la que Finney interpretó al insolente, desenfadado, mujeriego, pícaro protagonista. Su interpretación fue recompensada con la Copa Volpi al mejor actor en el Festival Internacional de Cine de Venecia, el Globo de Oro al mejor actor revelación, un Premio BAFTA y la primera de sus cinco candidaturas a los Óscar.
Tras saborear las mieles del éxito, Finney empezó a expresar en sus intervenciones cinematográficas y teatrales cierta alegría de vivir. 
Doce meses después, Stanley Donen lo reclutó para la comedia dramática Dos en la carretera, en la que un matrimonio en vías de separación (Mark y Joanna Wallace) rememora sus viajes, sus buenos momentos en un hotel en el que comieron en su habitación porque no tenían dinero para pagar ningún almuerzo, sus aventuras adúlteras, los miles de ocasiones en las que Mark perdía su pasaporte y Joanna lo encontraba al instante. Su compañera de reparto fue Audrey Hepburn.
En 1967 dirigió su único film como realizador, Charlie Bubbles, coprotagonizado por Billie Whitelaw y Liza Minnelli, y financiado por su propia productora: Memorial Enterprise.
En 1970 se casó con la actriz Anouk Aimée. Ese año ejecutó su último trabajo cinematográfico destacable en media década: el avaro de Muchas gracias, Mr. Scrooge, adaptación del Cuento de Navidad, de Charles Dickens, que le valió su segundo Globo de Oro. 
A partir de entonces centró su actividad en el teatro, hasta que en 1974 Sidney Lumet lo eligió para protagonizar Asesinato en el Orient Express. Su trabajo de un Monsieur Poirot culpable de encubrimiento a la justicia rebosó, en palabras de la crítica, de ironía y energía. Su composición, inspirada en las interpretaciones histriónicas de Charles Laughton, le valieron sendas candidaturas a los Óscares y a los BAFTA.
Después regresó a las tablas con una versión de Hamlet para el National Theater, en 1976. En cine ejecutó un par de intervenciones en los filmes El hermano más listo de Sherlock Holmes y Los duelistas, cuyo estreno coincidió con su divorcio con Anouk Aimée. Ahora bien, rehusó repetir el papel de Poirot en Muerte en el Nilo, horrorizado ante la idea de sufrir los efectos del maquillaje en un país tan caluroso como Egipto. Peter Ustinov finalmente le sustituyó.
En los ochenta, en cambio, prefirió vivir básicamente del cine. En Annie encarnó a un millonario que adoptaba a una huérfana que cantaba junto con el presidente Franklin Rooselvelt (Edward Herrmann) la canción Mañana, mañana. Tras este trabajo obtuvo dos candidaturas al Óscar consecutivas con La sombra de un actor y Bajo el volcán, donde coincidió por tercera vez con Jacqueline Bisset. Asimismo compartió protagonismo en Shoot the Moon con Diane Keaton.
Finalizaba la década con Un ángel caído y Miller's Crossing, en la que interpretó a Leo, jefe de la organización criminal más poderosa de la zona y cuya prometida, Verna (Marcia Gay Harden), lo traiciona con su amigo Tom (Gabriel Byrne), en medio de una guerra de bandas.
Durante los noventa Finney aceptó papeles en películas de bajo presupuesto, como Playboy, en la que se puso en la piel de un maduro violador que amargaba la vida a Robin Wright Penn y a Aidan Quinn, o La versión Browning, en la que encarnó a un profesor cuya mujer (Greta Scachi) mantiene una aventura con un docente más joven (Matthew Modine), a su vez más popular entre los estudiantes.
Tras ejercer de secundario de lujo en Washington Square -junto con Maggie Smith- y en Desayuno con campeones, se inició su asociación con Steven Soderbegh en Erin Brockovich, en la que interpretó a Ed Marsy, un abogado de vueltas de todo, superviviente de un cáncer y de un divorcio, que renueva su ilusión al conocer a una mujer que le irrita profundamente y que desafía sus convicciones. El Sindicato de Actores le reconoció como el mejor actor de reparto: el Óscar se le volvió a escapar, pero por poco...
En 2003, Tim Burton le regaló un papel bombón en Big Fish: su Ed Bloom es un ser fantasioso que sabe hablar de la realidad a través de la fabulación y la imaginación para sobrellevar una existencia no del todo satisfactoria por la continua desaprobación de su hijo. Satisfecho con el trato con el realizador, aceptó poner voz a uno de los personajes de la cinta de animación Corpse Bride.
Pese a sus éxitos en la gran pantalla, Finney nunca ha abandonado su carrera teatral. Continuó colaborando con la Compañía Nacional de Teatro en Old Vic (Londres), con la que interpretó, a mediados de los años 60, Much Ado About Nothing, de William Shakespeare, y El jardín de los cerezos, de Anton Chéjov. Ha recibido sendas nominaciones al Premio Tony por sus interpretaciones en Luther (1964) y A Day in the Death of Joe Egg (1968), y además ha protagonizado sobre las tablas Love for Love, Miss Julie, Black Comedy, The Country Wife, Alpha Beta, Krapp's Last Tape, Tamburlaine the Great, Another Time y su por el momento última aparición, Art, de Yasmina Reza. 
Entre sus trabajos más recientes se cuentan el magistral thriller de Sidney Lumet Before the Devil Knows You're Dead (Antes que el Diablo sepa que estás muerto), con Philip Seymour Hoffman y Marisa Tomei, una entrega de la saga de James Bond (Skyfall) y dos entregas de la saga sobre Jason Bourne (The Bourne Ultimatum y The Bourne Legacy).
En mayo de 2011, Finney reveló que había estado recibiendo tratamiento para el cáncer de riñón. El 8 de febrero de 2019, Finney murió después de una corta enfermedad.

## Filmografía parcial
| Año  | Película                           | Director          |
| ---- | ---------------------------------- | ----------------- |
| 1960 | Sábado noche, domingo mañana       | Karel Reisz       |
| 1960 | El animador                        | Tony Richardson   |
| 1963 | Tom Jones                          | Tony Richardson   |
| 1967 | Two for the Road                   | Stanley Donen     |
| 1967 | Charlie Bubbles                    | Albert Finney     |
| 1970 | Scrooge                            | Ronald Neame      |
| 1971 | Detective sin licencia             | Stephen Frears    |
| 1973 | Alpha Beta                         | Anthony Page      |
| 1974 | Asesinato en el Orient Express     | Sidney Lumet      |
| 1977 | Los duelistas                      | Ridley Scott      |
| 1981 | Lobos humanos                      | Michael Waldleigh |
| 1981 | Looker                             | Michael Crichton  |
| 1982 | Annie                              | John Huston       |
| 1982 | Shoot The Moon                     | Alan Parker       |
| 1983 | La sombra de un actor              | Peter Yates       |
| 1984 | Bajo el volcán                     | John Huston       |
| 1984 | Pope John Paul II                  | Herbert Wise      |
| 1987 | Un ángel caído                     | Alan Parker       |
| 1990 | Miller's Crossing                  | Joel Coen         |
| 1992 | Playboys                           | Gillies MacKinnon |
| 1993 | La versión Browning                | Mike Figgis       |
| 1994 | Un hombre sin importancia          | Suri Krishnamma   |
| 1997 | Washington Square                  | Agnieska Holland  |
| 2000 | Erin Brockovich                    | Steven Soderbergh |
| 2000 | Traffic                            | Steven Soderbergh |
| 2003 | Big Fish                           | Tim Burton        |
| 2003 | Ocean's Twelve                     | Steven Soderbergh |
| 2005 | Corpse Bride                       | Tim Burton        |
| 2006 | Un buen año                        | Ridley Scott      |
| 2007 | Before the Devil Knows You're Dead | Sidney Lumet      |
| 2007 | The Bourne Ultimatum               | Paul Greengrass   |
| 2012 | Skyfall                            | Sam Mendes        |
| 2012 | The Bourne Legacy                  | Tony Gilroy       |

## Premios
Premios Óscar
| Año  | Categoría              | Película                       | Resultado |
| ---- | ---------------------- | ------------------------------ | --------- |
| 1964 | Mejor actor            | Tom Jones                      | Nominado  |
| 1975 | Mejor actor            | Asesinato en el Orient Express | Nominado  |
| 1984 | Mejor actor            | La sombra de un actor          | Nominado  |
| 1985 | Mejor actor            | Bajo el volcán                 | Nominado  |
| 2001 | Mejor actor de reparto | Erin Brockovich                | Nominado  |

Globos de Oro
| Año  | Categoría                           | Película                       | Resultado |
| ---- | ----------------------------------- | ------------------------------ | --------- |
| 1963 | Nueva estrella del año - Actor      | Tom Jones                      | Ganador   |
| 1963 | Mejor actor - Comedia o musical     | Tom Jones                      | Nominado  |
| 1970 | Mejor actor - Comedia o musical     | Muchas gracias, Míster Scrooge | Ganador   |
| 1982 | Mejor actor - Drama                 | Shoot the Moon                 | Nominado  |
| 1983 | Mejor actor - Drama                 | La sombra de un actor          | Nominado  |
| 1984 | Mejor actor - Drama                 | Bajo el volcán                 | Nominado  |
| 2000 | Mejor actor de reparto              | Erin Brockovich                | Nominado  |
| 2002 | Mejor actor - Miniserie o telefilme | The gathering storm            | Ganador   |
| 2003 | Mejor actor de reparto              | Big Fish                       | Nominado  |

Premios BAFTA
| Año  | Categoría                      | Película                       | Resultado |
| ---- | ------------------------------ | ------------------------------ | --------- |
| 1960 | Mejor actor revelación         | Sábado noche, domingo mañana   | Ganador   |
| 1960 | Mejor actor británico          | Sábado noche, domingo mañana   | Nominado  |
| 1963 | Mejor actor británico          | Tom Jones                      | Nominado  |
| 1963 | Mejor actor                    | Gumshoe                        | Nominado  |
| 1974 | Mejor actor                    | Asesinato en el Orient Express | Nominado  |
| 1982 | Mejor actor                    | Shoot the Moon                 | Nominado  |
| 1983 | Mejor actor                    | La sombra de un actor          | Nominado  |
| 2000 | Mejor actor de reparto         | Erin Brockovich                | Nominado  |
| 2001 | BAFTA Academy Fellowship Award | BAFTA Academy Fellowship Award | Ganador   |
| 2002 | Mejor actor de reparto         | Big Fish                       | Nominado  |

Festival Internacional de Cine de Venecia
| Año  | Categoría                 | Película  | Resultado |
| ---- | ------------------------- | --------- | --------- |
| 1963 | Copa Volpi al mejor actor | Tom Jones | Ganador   |

Festival Internacional de Cine de Berlín
| Año  | Categoría                   | Película              | Resultado |
| ---- | --------------------------- | --------------------- | --------- |
| 1984 | Oso de Plata al mejor actor | La sombra de un actor | Ganador   |

Premios Tony
| Año  | Categoría   | Obra de teatro                | Resultado |
| ---- | ----------- | ----------------------------- | --------- |
| 1964 | Mejor actor | Luther                        | Nominado  |
| 1968 | Mejor actor | La más hermosa niña del mundo | Nominado  |